# Reflexivita (sociologie)
Reflexivita (z latinského reflectere = odrážet, ohýbat zpět) se obecně definuje jako „proces, v němž se subjekt vztahuje sám k sobě.“ Pojem reflexivita je odvozen od pojmu reflexe a v prvopočátku znamenal „zaměření duchovní aktivity na procesy vědomí.“ Je příkladem zpětné vazby. Reflexivitu lze demonstrovat například na trhu prostřednictvím interakce víry a pozorování: „Pokud obchodníci věří, že ceny klesnou, budou prodávat (sami způsobí pokles cen), zatímco pokud věří, že ceny porostou, budou nakupovat (dojde ke zvýšení cen).“

## Dějiny
Přestože je pojem reflexivita znám již dlouho, využíván začal být až v 19. století. Pravděpodobně prvním, kdo definoval princip reflexivity, byl William I. Thomas, který podstatu vyjádřil výrokem, v sociologii známém jako Thomasův teorém: „Situace, které lidé označují jako pravdivé, se pravdivými stanou.“
Sociolog Robert K. Merton definoval v závislosti na práci Williama I. Thomase pojem sebenaplňujícího proroctví, jehož princip lze vyjádřit následovně: „Jestliže lidé definují situaci jako reálnou, pak je reálná i ve svých následcích. Pokud například bude řečeno, že hrozí krach bank, lidé začnou vybírat peníze ze svých účtů, až nakonec ke krachu opravdu dojde.“
O takzvaných reflexivních mechanismech se ve své teorii zmiňoval německý sociolog Niklas Luhmann
. Definoval je jako sociální mechanismy, které jsou zaměřeny samy na sebe, na vlastní postupy (např. výchova vychovatelů, výzkum výzkumu apod.).

### Reflexivita v sociologii
Hlavním posláním reflexivity v sociálních vědách je především odmítnutí myšlenky, že vědec je ve vztahu ke zkoumanému objektu jen pouhým pozorovatelem či nezúčastněnou figurou. Nejen v sociologii, také antropologii a dalších příbuzných vědách, je hlavní důraz kladen na odhalení metodologie a vztahu vědce ke své teorii.
Začneme-li využívat reflexivity, vždy zákonitě narazíme na spor v logické argumentaci. Ukazuje se to například už na Paradoxu lháře (vycházejícího z Epimenidova paradoxu), v němž jde o to, že pokud o sobě absolutní lhář prohlásí, že lže, popře sám sebe, protože právě použil pravdivý výrok.

### Stupně reflexivity

Diego Velázquez: Dvorní dámy

Reflexivitu lze rozdělit do tří stupňů, na:
- vnitřní,
- epistemickou,
- a transcendentní[3].

Všechny tyto úrovně znázornil Michel Foucault na příkladu obrazu Dvorní dámy (Las Meninas) od Diega Velázqueze. Ústřední postavou je na něm pětiletá princezna Markéta Habsburská obklopená dvorními dámami, v levé části je zobrazen také samotný malíř při práci (vnitřní reflexivita) a v pozadí je namalované zrcadlo, v němž je odraz princezniných rodičů, krále Filipa IV. a jeho choti. Obraz je tedy malován jakoby z pohledu královského páru, který – stejně jako my, co se na dílo díváme – představuje reflexivitu transcendentní. Malíř Velázquez přitom musel ze scény jako jedna z postav fakticky vystoupit a podívat se na ni očima diváka (epistemická reflexivita). Jinak řečeno "reflektoval sám sebe při tom, jak maloval a to celé pak namaloval."

## Reflexivita v dílech
Reflexivitou se zabýval například francouzský sociolog a antropolog Pierre Bourdieu ve svém genetickém strukturalismu nebo slavný britský sociolog Anthony Giddens ve své strukturální teorii. Giddens poukazoval na to, že reflexivita je možná v jakémkoli sociálním systému a že to představuje pro sociální vědy problém. Reflexivita moderního sociálního života pak dle něj spočívá v tom, že se sociální praktiky přetváří ve světle nových informací. Reflektována je tak i reflexe samotná. Bourdieu argumentoval tím, že vědci jsou neustále ovlivňováni určitou mírou zaujatosti a že jedině reflexivní uvědomění se toho je může od zaujatosti osvobodit. Reflexivita pro něj tak byla součástí řešení, nikoliv problém.